# Estenose espinhal

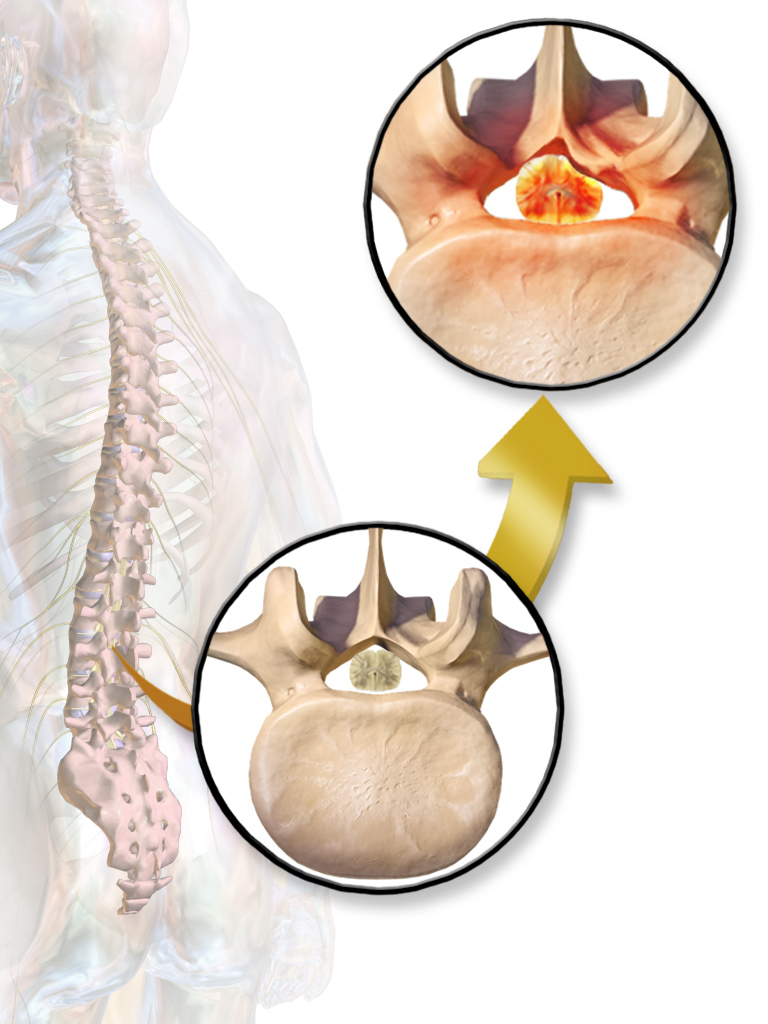
Ilustração mostrando a estenose espinhal.

Estenose espinhal é uma condição médica na qual há o estreitamento do canal espinhal, comprimindo a medula espinhal e nervos.

## Patologia
A espinha lombar dá uma base para carregar o peso superior do corpo. Também abriga os nervos que controlam a parte de baixo do corpo. Com o envelhecimento, podem acontecer mudanças degenerativas na espinha. Os discos entre as vértebras (ossos) podem ser desidratados e as juntas podem crescer demais devido às artrites. Com o passar do tempo, estas mudanças também podem conduzir ao estreitamento, ou estenose, do canal espinhal.
O estreitando do canal espinhal lombar aperta os nervos que vão para a pele e músculos das pernas. Às vezes, os nervos comprimidos são inflamados, causando dor nas pernas e/ou nas nádegas. 
Mudanças degenerativas na parte baixa de trás também podem diminuir a habilidade da espinha para levar a carga do corpo superior. 
A estenose espinhal lombar normalmente afeta os adultos de meia-idade e mais velhos. Pessoas que nascem com canais espinhais mais estreitos são mais aptos a desenvolver este problema.

## Sintomas
Tipicamente, pacientes com estenose espinhal lombar têm uma história longa de dor na parte de trás, nádegas e/ou pernas que gradualmente pioram com o passar do tempo. Ficar de pé ou caminhar ereto, quase sempre aumentam os sintomas, resultando em dor intensa, tensão, peso, e fraqueza nas pernas e/ou nádegas. Estes sintomas geralmente são aliviados quando o paciente senta ou se inclina para frente. 
Embora os pacientes com estenose espinhal lombar não possam caminhar por muito tempo, eles conseguem pedalar por tempo prolongado. Alguns pacientes acham que mais fácil caminhar inclinado enquanto leva um carro de compras. Esta posição tende a criar mais espaço no canal espinhal e pode aliviar algumas das pressões nos nervos. Apoiar nos guidões de uma bicicleta cria o mesmo efeito.

## Diagnóstico
Um cirurgião ortopédico pode diagnosticar estenose espinhal lombar que usando uma combinação de:  
- Sintomas
- Exames físicos
- Radiografias
- Ressonância magnética (RNM)

Radiografa pode visibilizar evidências de artrite. A ressonância pode visibilizar compressão nervosa. 
Para pessoas que não podem fazer uma ressonância (por exemplo, as pessoas com marca-passo), um teste especial chamado mielografia pode ser necessário. Neste teste, tintura é injetada na espinha para tornar os nervos visíveis. O médico pode determinar então se há ou não compressão nervosa.

## Tratamento
- Tratamento não-cirúrgico

A maioria dos pacientes com estenose espinhal lombar não requer cirurgia. Porém, se um paciente estiver tendo dor severa que limita as atividades diárias, cirurgia pode ser recomendada. 
Geralmente, tratamento não-cirúrgico para esntenose espinhal lombar consiste em:  
Terapia física: 
Um programa de terapia física normalmente inclui condicionamento aeróbio e exercícios para força e flexibilidade. A bicicleta é um modo bom para pacientes exercitarem sem dor. Exercícios na piscina podem ser úteis para pessoas que não podem fazer exercícios aeróbios na terra.  
Medicamentos anti-inflamatórios: 
Podem ser prescritos como ibuprofeno e naproxen para diminuir a dor e a inflamação; porém, eles podem ter efeitos colaterais sérios. Uso prolongado pode conduzir a úlceras gastrointestinais, hemorragia, e problemas renais. Alguns medicamentos anti-inflamatórios também podem aumentar o risco de ataque cardíaco e derrame.  
Injeções epidurais de esteróides: 
Estas injeções entregam o esteróide anti-inflamatório diretamente ao canal espinhal- direito às raízes dos nervos comprimidos. As injeções podem prover alívio por semanas ou até meses, e pode permitir ao paciente participar de uma reabilitação mais agressiva. Em alguns casos, eles podem permitir o paciente a adiar ou evitar tratamento cirúrgico completamente. Injeções epidurais de esteróides são mais efetivas que medicamentos anti-inflamatórios levados por boca, e eles também podem ter menos efeitos colaterais.  
Cinta:
Uma cinta lombar ou colete pode prover um pouco de apoio e pode ajudar o paciente a ganhar um pouco de mobilidade, mas a cinta geralmente não é recomendado para uso a longo prazo. Se usada por muito tempo, pode conduzir ao descondicionamento dos músculos que apoiam a parte de trás. Acupuntura ou manipulação quiroprática também podem ser tentadas.  
Todos estes tratamentos não-cirúrgicos são para diminuir inflamações e prover alívio de sintomas. Porém, tratamento não-cirúrgico não melhorará o estreitamento do canal espinhal.
- Tratamento cirúrgico

Em geral, cirurgia só é considerada como último recurso se todas as tentativas de terapias não-cirúrgicas forem falhas e se os benefícios potenciais da cirurgia são maiores que os riscos potenciais. Cirurgia pode ser recomendada em uma base urgente se um paciente tiver fraqueza severa ou perda do intestino e do controle da bexiga. 
Descompressão:  
O procedimento cirúrgico para estenose espinhal lombar envolve a remoção do osso e dos tecidos  da espinha que estão apertando os nervos.
Fusão espinhal:  
Alguns pacientes com estenose espinhal lombar requerem só uma descompressão. Porém, se também houver curvatura da espinha, uma fusão espinhal deve ser feita. Neste procedimento, são fundidos permanentemente juntas duas ou mais vértebras, enquanto usa-se um enxerto de osso colhido do quadril. A fusão elimina o movimento entre as vértebras e impede que a curvatura da espinha piore depois de cirurgia, o que causaria mais dor nas costas e/ou pernas. O cirurgião pode usar parafusos e varas para segurar a espinha no lugar enquanto os ossos são fundidos. 
O uso de varas e parafusos faz a fusão dos ossos acontecer mais rapidamente e acelera a reabilitação pós-operatória. Mundialmente, os resultados de fusão espinhal são de bons para excelente em aproximadamente 80% dos casos. Pacientes tendem a ver mais melhoria de dor nas pernas do que nas costas. A maioria pode retomar um estilo de vida normal depois de um período de recuperação da cirurgia.

## Complicações
Há alguns riscos para a cirurgia de estenose espinhal lombar:  
- Hemorragia
- Infecção
- Coágulos de sangue
- Reação à anestesia
- Fracasso na tentativa de aliviar sintomas
- Retorno de sintomas depois de certo tempo
- Fracasso da fusão de osso para curar
- Fracasso de parafusos ou varas
- Necessidade de cirurgia adicional
- Dano nos nervos

Os riscos de cirurgia dependem do paciente e o procedimento exato que é executado. Pacientes anciãos têm taxas mais altas de complicações na cirurgia. Assim faz os pacientes preponderantes, diabéticos, fumantes, e pacientes com problemas médicos múltiplos. 

## Reabilitação
Depois da cirurgia, os pacientes podem ser hospitalizados durante vários dias. Isto depende do paciente e do procedimento executado. 
Pacientes relativamente saudáveis que sofrem só descompressão podem receber alta do hospital no mesmo dia e pode voltar às atividades normais depois de apenas algumas semanas. 
São hospitalizados durante vários dias pacientes que sofrem fusão espinhal.  
Um colete lombar ou cinta também podem ser prescritas depois de cirurgia. Pacientes geralmente voltam às atividades normais depois de 2 a 3 meses. 
Idosos que precisam de mais terapia física podem ser transferidos do hospital para uma reabilitação facilmente.